# The Shepherd's Dog (film)
The Shepherd's Dog è un cortometraggio muto del 1909 diretto da Lewin Fitzhamon. Ha come protagonista il cane Rover, probabilmente interpretato dal collie Blair che apparteneva al produttore Cecil Hepworth.

## Trama
Rover va a prendere un pastore malato per poter salvare la sua bambina dalla neve.

## Produzione
Il film fu prodotto dalla Hepworth.

## Distribuzione
Distribuito dalla Hepworth, il film - un cortometraggio di 114,3 metri - uscì nelle sale cinematografiche britanniche nel marzo 1909. L'Empire Film Company lo distribuì negli Stati Uniti nel giugno dello stesso anno.
Si conoscono pochi dati del film che, prodotto dalla Hepworth, fu distrutto nel 1924 dallo stesso produttore, Cecil M. Hepworth. Fallito, in gravissime difficoltà finanziarie, il produttore pensò in questo modo di poter almeno recuperare il nitrato d'argento della pellicola.